# Oratorio dell'Immacolata Concezione e Purificazione di Maria de' nobili in Montecalvario
L'oratorio dell'Immacolata Concezione e Purificazione di Maria de' nobili in Montecalvario è un luogo di culto di Napoli ed è ubicato in vico Lungo San Matteo, nei quartieri spagnoli,  attigua alla Chiesa di Santa Maria della Mercede a Montecalvario.
L'oratorio, con precisione l'arciconfraternita, sorse nel XVI secolo con donazioni fatte da nobili che risiedevano in zona. Nel 1620 un certo confratello dell'arciconfraternita, che di cognome faceva "Battaglino", istituì una festa che si svolgeva il Sabato Santo; il carro realizzato per l'occasione era progettato dai più importanti architetti e scultori di Napoli a cavallo tra il XVII ed il XVIII secolo, tra i nomi figurano anche Lorenzo Vaccaro e Domenico nel 1691, Bartolomeo Granucci nel 1737 e Mario Gioffredo nel 1742.